# Apatosaurinae
De Apatosaurinae zijn een groep sauropode dinosauriërs behorend tot de Diplodocidae.
In 1929 benoemde Werner Janensch voor Apatosaurus een onderfamilie Apatosaurinae binnen Friedrich von Huenes Apatosauridae. Beide begrippen werden weinig toegepast, daar de positie van Apatosaurus onduidelijk was. Een uitzondering was Alfred Romer in 1956.
In 2005 echter wilden Darren Naish en Michael Taylor een duidelijk onderscheid maken tussen de twee takken binnen de Diplodocidae waarop respectievelijk Diplodocus en Apatosaurus zich bevonden. Daarom definieerden ze een klade, monofyletische afstammingsgroep, Apatosaurinae: de groep bestaande uit Apatosaurus en alle soorten nauwer verwant aan Apatosaurus dan aan Diplodocus.
De Apatosaurinae zijn hiermee de zustergroep van de Diplodocinae binnen de Diplodocidae.
De groep bestaat uit reusachtige tot gigantische sauropoden uit het late Jura. Andere mogelijke apatosaurinen naast Apatosaurus zelf zijn Suuwassea en Supersaurus.